# Mercedes (Eastern Samar)
Mercedes è una municipalità di sesta classe delle Filippine, situata nella Provincia di Eastern Samar, nella Regione del Visayas Orientale.
Mercedes è formata da 16 baranggay:
- Anuron
- Banuyo
- Barangay 1 Poblacion
- Barangay 2 Poblacion
- Barangay 3 Poblacion
- Barangay 4 Poblacion
- Bobon
- Busay
- Buyayawon
- Cabunga-an
- Cambante
- Palamrag (Cabiliri-an)
- Port Kennedy
- San Jose
- San Roque
- Sung-an